# Maria Ammon
Maria Ammon, geb. Berger (* 24. Oktober 1948 in Regensburg), ist eine deutsche Psychologin, Psychoanalytikerin, Gruppenpsychotherapeutin und Psychotherapiewissenschaftlerin.

## Leben und Wirken
Nach einem Studium der Psychologie in Regensburg und an der Technischen Universität Berlin erfolgte 2001 ebenda die Promotion zum Dr. phil. über „Kindheit und Pubertät von schizophren strukturierten Menschen. Eine qualitative Untersuchung von Patienten und deren Familien“. Es folgten Zusatzausbildungen zur Psychoanalytikerin, tiefenpsychologischen Psychotherapeutin und Gruppenpsychotherapeutin mit entsprechenden  kassenärztlichen Zulassungen. Neben lehrenden und therapeutischen Tätigkeiten ist sie als Dozentin, Lehranalytikerin und Supervisorin in den staatlich anerkannten Ausbildungsinstituten der Deutschen Akademie für Psychoanalyse in Berlin und München sowie der Dynamisch Psychiatrischen Klinik Menterschwaige (München) tätig.
Frühzeitig engagierte sich Maria Ammon im Bereich des internationalen Austausches von psychotherapeutischen Erfahrungen sowie theoretischen und konzeptionellen Entwicklungen und leitete Kongresse und Tagungen. Sie fördert den wissenschaftlichen Austausch und Verbindungen weltweit zu Kliniken, Instituten und Universitäten. Nach ihrer Habilitierung in medizinischer Psychologie am Psychoneurologischen Forschungsinstitut Bekterev in St. Petersburg lehrt sie  dort als Dozentin und Supervisorin für psychodynamische Therapieverfahren und ist im Rahmen der Postgraduate-Ausbildung im gesamten Russland tätig. Die Forschungs- und Interessenschwerpunkte Ammons liegen im Bereich Schizophrenie, transgenerationale Weitergabe von Traumata, Androgynität, Kreativität und Glück. Sie beschäftigt sich außerdem mit dem Thema „Identität und Gruppe“. Ihrer Forschungs- und therapeutischen Tätigkeit liegt ein ganzheitliches Persönlichkeitsverständnis zu Grunde.
Zudem hat sie folgende leitende Funktionen übernommen:
- Präsidentin der Deutschen Akademie für Psychoanalyse (DAP)
- Exekutivsekretärin[5] der World Association of Dynamic Psychiatry (WADP)[6]
- Herausgeberin der Zeitschrift Dynamische Psychiatrie/Dynamic Psychiatrie[7]
- Wissenschaftliche und Gesamtleiterin des Berliner Lehr- und Forschungsinstituts der Deutschen Akademie für Psychoanalyse (DAP)[8]
- Ausbildungsleiterin für Psychologische Psychotherapeuten am Berliner Lehr- und Forschungsinstitut[9]
- Therapeutische Geschäftsführerin der Dynamisch-Psychiatrischen Klinik Menterschwaige in München[10]

Sie war mit  Günter Ammon (1918–1995) verheiratet und hat drei Kinder aus erster Ehe.

## Ehrungen
- 1999 Ehrenmitgliedschaft IAACP (Indian Association for Applied Clinical Psychology)
- 2001 Ehrenmitgliedschaft IAPP (International Association for Peace Psychology)
- 2006 Verleihung der Ehrendoktorwürde (Dr. h. c.) durch das Bekterew Institut St. Petersburg[11][12]

## Mitgliedschaften
- Deutsche Akademie für Psychoanalyse e.V. (DAP), Berlin
- Deutsche Gesellschaft für Gruppendynamik und Gruppenpsychotherapie e.V. (DGG)
- Deutsche Psychotherapeuten-Vereinigung (DPtV)
- Bund Deutscher Psychologen (BDP)
- Editor bei the scientific journal Dynamische  Psychiatrie / Dynamic Psychiatry
- Wissenschaftlicher Beirat des Instituts für medizinische Ethik, Grundlagen und Methoden der Psychotherapie und Gesundheitskultur (IEPG)
- International Society for the Psychological Treatment of Schizophrenia and other Psychoses (ISPS)
- International Association for Group Psychotherapy and Group Processes (IAGP)
- New York Academy of Sciences (NYAS)
- World Psychiatric Association (WPA) Psychotherapy Section Committee Member of PIP-Section (Psychoanalysis in Psychiatry)
- Member of the ICPCM, International College of Person Centered Medicine, Geneva
- Mitglied des International Advisory Board der Zeitschrift  Archives of Psychiatry and Psychotherapy, Krakau
- ECPP Board Member Germany (European Confederation of Psychoanalytic Psychotherapies)

## Publikationen (Auswahl)
- mit Modest M. Kabanow: Zur Integration der Psychotherapie in die Psychiatrie. Pinel-Verlag, München 1997.
- Kindheit und Pubertät von schizophren strukturierten Menschen. Eine qualitative Untersuchung von Patienten und deren Familien. Psychiatrie-Verlag, Bonn 2002.
- Essays on Dynamic Psychiatry: A Transcultural Study. VVM Ltd Publishing, St. Petersburg 2008 (Mitherausgabe).
- Selbstfindung und Sozialisation – Psychoanalytische Überlegung zur Identität. Herausgegeben von Maria Ammon und Egon Fabian. Mit Beiträgen von Maria Ammon, Raymond Battegay, Klaus Grossmann und Volker Tschuschke. Psychosozial-Verlag, Gießen 2014.
- Grundlagen der humanstrukturellen Psychoanalyse und der Dynamischen Psychiatrie. Mattes Verlag, Heidelberg 2018.